# Sexy
Sexy – drugi album meksykańskiej aktorki Aracely Arámbula, wydany w 2005.

## Lista utworów
1. Maldita Soledad
2. Sola
3. Todo
4. Sexy
5. Debi
6. Me Canse
7. Casi
8. Bruja
9. A Escondidas
10. Nada

## Single
- Sexy
- Bruja
- Maldita Soledad